# Debra Flintoff-King
Debra "Debbie" Lee Flintoff-King OAM (Melbourne, 20 de abril de 1960) é uma ex-atleta e campeã olímpica australiana.
Ela começou no atletismo como atleta comum no salto em distância e no pentatlo feminino, até achar sua real vocação nas pistas como velocista de barreiras. Estreou em competições internacionais vencendo os 400 m c/ barreiras nos Jogos da Commonwealth de 1982 em Brisbane, com um recorde dos Jogos de 55s89. Em Los Angeles 1984, na primeira participação da prova feminina em Jogos Olímpicos, ela ficou em sexto lugar. Dois anos depois, em 1986, após estabelecer novos recordes australianos para esta prova e para os 400 m rasos, venceu as duas nos Jogos da Commonwealth em Edimburgo, passando a ser ranqueada como número 3 do mundo. No ano seguinte, ganhou a medalha de prata dos 400 m c/ barreiras no Campeonato Mundial de Atletismo, em Roma.
Em Seul 1988, apesar de receber a notícia da morte de sua irmã três dias antes de embarcar para a Coreia, Debra conquistou a medalha de ouro em 53s17, recorde olímpico, ainda o atual recorde nacional da Austrália e, então, o segundo melhor tempo da história. Em sua carreira ela estabeleceu dez recordes australianos para os 400 m c/ barreiras e dois para os 400 m rasos. Sua performance em Seul foi considerada por Edwin Moses, o maior nome desta prova em todos os tempos, como "a corrida perfeita".
Flintoff-King foi uma das atletas que carregaram a tocha olímpica durante a abertura dos Jogos Olímpicos de Sydney em 2000. Ela carregou a tocha no estádio, como um das integrantes do revezamento feito pelas grandes personalidades do esporte australiano antes do acendimento da chama olímpica.